# Ключ 173
Ключ 173 або ключ «Дощ» (雨部), що означає «дощ», є одним із 9 ключів Кансі (загалом 214 ключів), що складається з 8 рисок. Цей ключ перетворюється на компонент ⻗ коли знаходиться у верхній частині ієрогліфів.
У Словнику Кансі 298 ієрогліфів мають цей ключ (загалом 49 030 ієрогліфів).
雨 є 170-им індексувальним компонентом у Таблиці Індексування  компонентів китайських ієрогліфів що використовується у словниках Спрощенної Китайської у материковому Китаї, водночас компонент ⻗ позначено як пов'язаний.

## Еволюція

Ієрогліф у Цзяґувень
Ієрогліф у Цзіньвень
Ієрогліф у Чжуаньшу
Ієрогліф у Сяочжуань

## Похідні символи
| Риски | Ієрогліф                             |
| ----- | ------------------------------------ |
| +0    | 雨                                   |
| +3    | 雩 雪 雫                             |
| +4    | 雬 雭 雮 雯 雰 雱 雲 雳 спр..        |
| +5    | 雴 雵 零 雷 雸 雹 雺 電 雼 雽 雾спр. |
| +6    | 雿 需 霁спр.                         |
| +7    | 霂 霃 霄 霅 霆 震 霈 霉спр. 霊яп.    |
| +8    | 霋 霌 霍 霎 霏 霐 霑                 |
| +9    | 霘 霙 霚 霛 霜 霝 霞 霟 霠           |
| +10   | 霡 霢 霢 霣 霤 霥                    |
| +11   | 霦 霧 霨 霩 霪 霫 霬 霭спр           |
| +12   | 霮 霯 霰 霱 露 霳 霴                 |
| +13   | 霵 霶 霷 霸 霹 霺 霻                 |
| +14   | 霼 霽 霾 霿 靀                       |
| +15   | 靁                                   |
| +16   | 靂 靃 靄 靅 靆 靇 靈                 |
| +17   | 靉                                   |
| +18   | 靊                                   |
| +19   | 靋 靌 靍 靎                          |
| +21   | 靏                                   |
| +31   | 靐                                   |
| +33   | 龗                                   |

## Варіантні форми
Написання цього ключа у сучасній Традиційній китайській мові відрізняється від написання у інших мовах. У китайській (спрощеній чи традиційній) і японській мовах чотири крапки майже однакові, тоді як у сучасній стандартній традиційній китайській мові, яка використовується у Тайвані та Гонконзі, чотири крапки спрямовані всередину до центру символа. Інша форма також часто використовується у публікаціях на Традиційній китайській
| Японська | Материковий Китай | Тайвань, Гонконг |
| -------- | ----------------- | ---------------- |
| 雨 雲    | 雨 雲             | 雨 雲            |

Рукописні форми
Як окремий ієрогліф у Спрощеній Китайській та Японській мовах
Як окремий ієрогліф у Традиційній Китайській мові
Як компонент у Спрощеній Китайській та Японській мовах
Як компонент у Спрощеній Китайській мові та як альтернативна форма у Японській мові
Як компонент у Традиційній Китайській мові

## Канджі
Цей ієрогліф є одним із Кьоїку кандзі, що вивчають у Японській початковій школі.  Це кандзі першого класу. 

## Зовнішні посилання
- База даних Unihan - U+96E8